# Веннесльська бібліотека і культурний центр
Веннесльська бібліотека і культурний центр (норв. Vennesla bibliotek og kulturhus) — комплекс у комуні Веннесла (Норвегія), який включає бібліотеку, культурний центр, кафе і офіси. Зведений у 2010–2011 роках за проектом норвезького бюро Helen & Hard. Будівля зв'язує існуючий будинок культури, освітній центр і міську площу.

## Конкурс
Замовником проекту стала комуна Веннесла.
Архітектурний конкурс відбувався у 2009 році, переможцем в якому було оголошено норвезьке бюро Helen & Hard. Спорудження велось у 2010–2011 роках. У розробці проекту були задіяні: Райнгард Кропф, Сів Гелене Стангеланд, Гокон Міннесйорд Сольгейм, Калеб Рід, Ранді Аугестайн. Бюджет проекту склав 66,4 млн норвезьких крон.

## Опис
Як екстер'єр, так і інтер'єр бібліотеки визначає ребриста поверхня будівлі, її кути і заокруглення. Конструкція складається із 27 ребер, виконаних із клеєних балок, що переходять усередині приміщення в книжкові полиці і сидіння. Кожне з ребер виконане із використанням акустичних абсорбентів, кондиціонуючих елементів, а також вигнутих склопакетів, які служать для освітлення простору, полиць і ніш для читання. Одне з ребер утворює біля головного входу лоджію, яка охоплює ширину всій площі будівлі. Різкі кути і хвилясті лінії покрівлі м'яко контрастують з органічної естетикою приміщення.
Як і більшість проектів студії Helen & Hard, цей архітектурний об'єкт є будівлею з низьким енергоспоживанням (клас «А» відповідно до норвезької системи електропостачання).
Загальна площа ділянки проекту склала 1 900 м². Комплекс включає бібліотеку, культурний центр, кафе і офісні приміщення.